# Saint-Joseph (Loire)
Pour les articles homonymes, voir Saint-Joseph.
Saint-Joseph est une commune française, de la région Auvergne-Rhône-Alpes. Située au sud-est du département de la Loire, elle fait partie du canton de Rive-de-Gier et est limitrophe du Rhône. Sa superficie est de 805 ha. Les 1 978 habitants se répartissent sur le bourg principal et plusieurs hameaux et quartiers.
Le  bourg principal est situé sur un plateau qui domine la vallée du Gier, à quatre kilomètres au nord de la ville de Rive-de-Gier.
Créée en 1867, la commune a un territoire constitué de hameaux qui ont été détachés administrativement de sa voisine Saint-Martin-la-Plaine. Le village a longtemps affirmé un caractère rural qui contrastait avec la ville industrielle proche de Rive-de-Gier. Aujourd'hui, il est gagné par la rurbanisation et certains quartiers se confondent avec la commune voisine.

## Géographie

### Situation
La commune de Saint-Joseph est située à l’extrémité nord-est de la Vallée du Gier, sur les premiers contreforts des monts du Lyonnais à 29 km de Saint-Étienne et à 40 km de Lyon. Elle est limitrophe de :
|                        | Chabanière (Rhône) |                    |
| Saint-Martin-la-Plaine | Saint-Joseph       | Chabanière (Rhône) |
|                        | Rive-de-Gier       | Châteauneuf        |

Saint-Joseph possède deux bourgs. Le premier jouxte Rive-de-Gier et est situé dans la vallée du Gier en bordure de l'A47. Le deuxième est le « cœur » du village avec un aspect plus rural, légèrement en surplomb de la vallée.

### Voies de communications et transports

#### Transports routiers
La commune possède un échangeur autoroutier permettant l'accès à l'autoroute A47 qui relie Saint-Chamond à Givors. Elle est également desservie par les routes métropolitaines M30, M37 et M88 (cette dernière à cheval avec la commune de Rive-de-Gier).

#### Transports ferroviaires
La gare la plus proche est la gare de Rive-de-Gier située à environ 5 km de la commune. La gare est desservie par des trains TER Auvergne-Rhône-Alpes assurant la liaison entre Firminy, Saint-Étienne, Givors, Lyon et Ambérieu-en-Bugey.

#### Transports en commun
La commune est desservie par la ligne 46 du réseau STAS qui la relie Rive-de-Gier en desservant les bourgs et la majorité des lieux-dits, ainsi que par les lignes 57 et 103, qui avec la ligne 46 desservent la partie basse de la commune, jouxtant l'A47.

### Superficie et relief
La superficie de la commune est de 8,05 km2 ; son altitude varie de 219  à   497 mètres.

### Le climat
Comme dans l'ensemble de la région lyonnaise, le climat y est de type océanique dégradé (selon les critères de la classification de Köppen). Il présente cependant un caractère continental assez marqué avec des hivers parfois rigoureux (gelées fortes et chutes de neige épisodiques) et des influences méditerranéennes avec des périodes de sécheresse estivale qui alternent avec des épisodes orageux. Le territoire de la commune, situé en bordure orientale des monts du Lyonnais, profite d'une position d' abri par rapport aux vents dominants l'ouest. Il est par contre exposé à l'affrontement des masses d'air continentales et méditerranéennes canalisées par l'encaissement des vallées de la Saône  et du  Rhône. Il en résulte une grande variabilité du temps qui ne permet pas aux moyennes climatiques de rendre compte de la réalité des intempéries qui s'y succèdent : orages violents et sécheresse de l'été, épisodes neigeux ou gelées succédant à un printemps précoce...

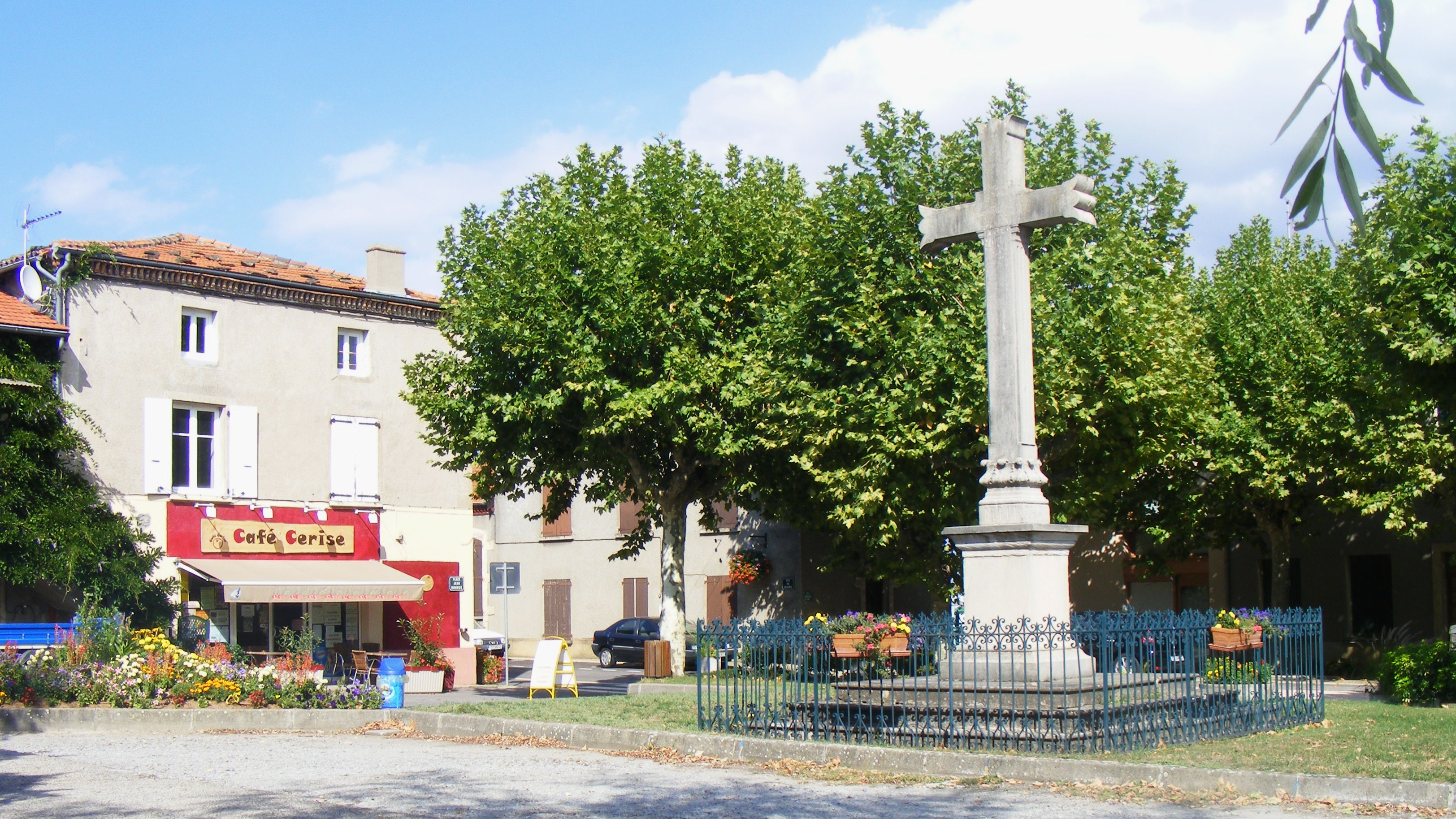
Place Jean-Bourge.

| Mois                              | jan. | fév. | mars | avril | mai  | juin | jui. | août | sep. | oct. | nov. | déc. | année |
| --------------------------------- | ---- | ---- | ---- | ----- | ---- | ---- | ---- | ---- | ---- | ---- | ---- | ---- | ----- |
| Température minimale moyenne (°C) | 0    | 1    | 4    | 6     | 10   | 14   | 16   | 16   | 12   | 9    | 4    | 2    | 7,9   |
| Température moyenne (°C)          | 3    | 4,5  | 8,5  | 12,5  | 15   | 19   | 21,5 | 21,5 | 17   | 13   | 7    | 4,5  | 12,25 |
| Température maximale moyenne (°C) | 6    | 8    | 13   | 15    | 20   | 24   | 27   | 27   | 22   | 17   | 10   | 7    | 16,3  |
| Précipitations (mm)               | 38,2 | 34,3 | 33,1 | 59,7  | 59,5 | 50,8 | 45,3 | 50,3 | 65,2 | 82,9 | 67,8 | 43,3 | 6 304 |

| Diagramme climatique                                  |        |         |         |          |          |          |          |          |         |         |        |
| J                                                     | F      | M       | A       | M        | J        | J        | A        | S        | O       | N       | D      |
| 6038,2                                                | 8134,3 | 13433,1 | 15659,7 | 201059,5 | 241450,8 | 271645,3 | 271650,3 | 221265,2 | 17982,9 | 10467,8 | 7243,3 |
| Moyennes : • Temp. maxi et mini °C • Précipitation mm |        |         |         |          |          |          |          |          |         |         |        |

| Ville             | Ensoleillement | Pluie     | Neige    | Orage    | Brouillard |
| ----------------- | -------------- | --------- | -------- | -------- | ---------- |
| Paris             | 1 797 h/an     | 642 mm/an | 15 j/an  | 19 j/an  | 13 j/an    |
| Nice              | 2 694 h/an     | 767 mm/an | 1 j/an   | 31 j/an  | 1 j/an     |
| Strasbourg        | 1 637 h/an     | 610 mm/an | 30 j/an  | 29 j/an  | 65 j/an    |
| Saint-Joseph      | ... h/an       | ... mm/an | ... j/an | ... j/an | ... j/an   |
| Moyenne nationale | 1 973 h/an     | 770 mm/an | 14 j/an  | 22 j/an  | 40 j/an    |

### Climat
Pour des articles plus généraux, voir Climat d'Auvergne-Rhône-Alpes et Climat de la Loire.
En 2010, le climat de la commune est de type climat océanique dégradé des plaines du Centre et du Nord, selon une étude du Centre national de la recherche scientifique s'appuyant sur une série de données couvrant la période 1971-2000. En 2020, Météo-France publie une typologie des climats de la France métropolitaine dans laquelle la commune est exposée à un climat de montagne ou de marges de montagne et est dans la région climatique Nord-est du Massif Central, caractérisée par une pluviométrie annuelle de 800 à 1 200 mm, bien répartie dans l’année.
Pour la période 1971-2000, la température annuelle moyenne est de 11,4 °C, avec une amplitude thermique annuelle de 17,5 °C. Le cumul annuel moyen de précipitations est de 826 mm, avec 9,1 jours de précipitations en janvier et 5,8 jours en juillet. Pour la période 1991-2020, la température moyenne annuelle observée sur la station météorologique de Météo-France la plus proche, « Saint-Didier-sous-Riverie », sur la commune de Chabanière à 3 km à vol d'oiseau, est de 11,6 °C et le cumul annuel moyen de précipitations est de 855,5 mm,. Pour l'avenir, les paramètres climatiques de la commune estimés pour 2050 selon différents scénarios d'émission de gaz à effet de serre sont consultables sur un site dédié publié par Météo-France en novembre 2022.

## Urbanisme

### Typologie
Au 1er janvier 2024, Saint-Joseph est catégorisée ceinture urbaine, selon la nouvelle grille communale de densité à sept niveaux définie par l'Insee en 2022.
Elle appartient à l'unité urbaine de Saint-Étienne, une agglomération inter-départementale regroupant 32  communes, dont elle est une commune de la banlieue,,. Par ailleurs la commune fait partie de l'aire d'attraction de Lyon, dont elle est une commune de la couronne,. Cette aire, qui regroupe 397 communes, est catégorisée dans les aires de 700 000 habitants ou plus (hors Paris),.

### Occupation des sols
L'occupation des sols de la commune, telle qu'elle ressort de la base de données européenne d’occupation biophysique des sols Corine Land Cover (CLC), est marquée par l'importance des territoires agricoles (73,4 % en 2018), en diminution par rapport à 1990 (76,6 %). La répartition détaillée en 2018 est la suivante : 
zones agricoles hétérogènes (32,9 %), prairies (32,6 %), forêts (13,3 %), zones urbanisées (13 %), terres arables (7,9 %), zones industrielles ou commerciales et réseaux de communication (0,3 %). L'évolution de l’occupation des sols de la commune et de ses infrastructures peut être observée sur les différentes représentations cartographiques du territoire : la carte de Cassini (XVIIIe siècle), la carte d'état-major (1820-1866) et les cartes ou photos aériennes de l'IGN pour la période actuelle (1950 à aujourd'hui).

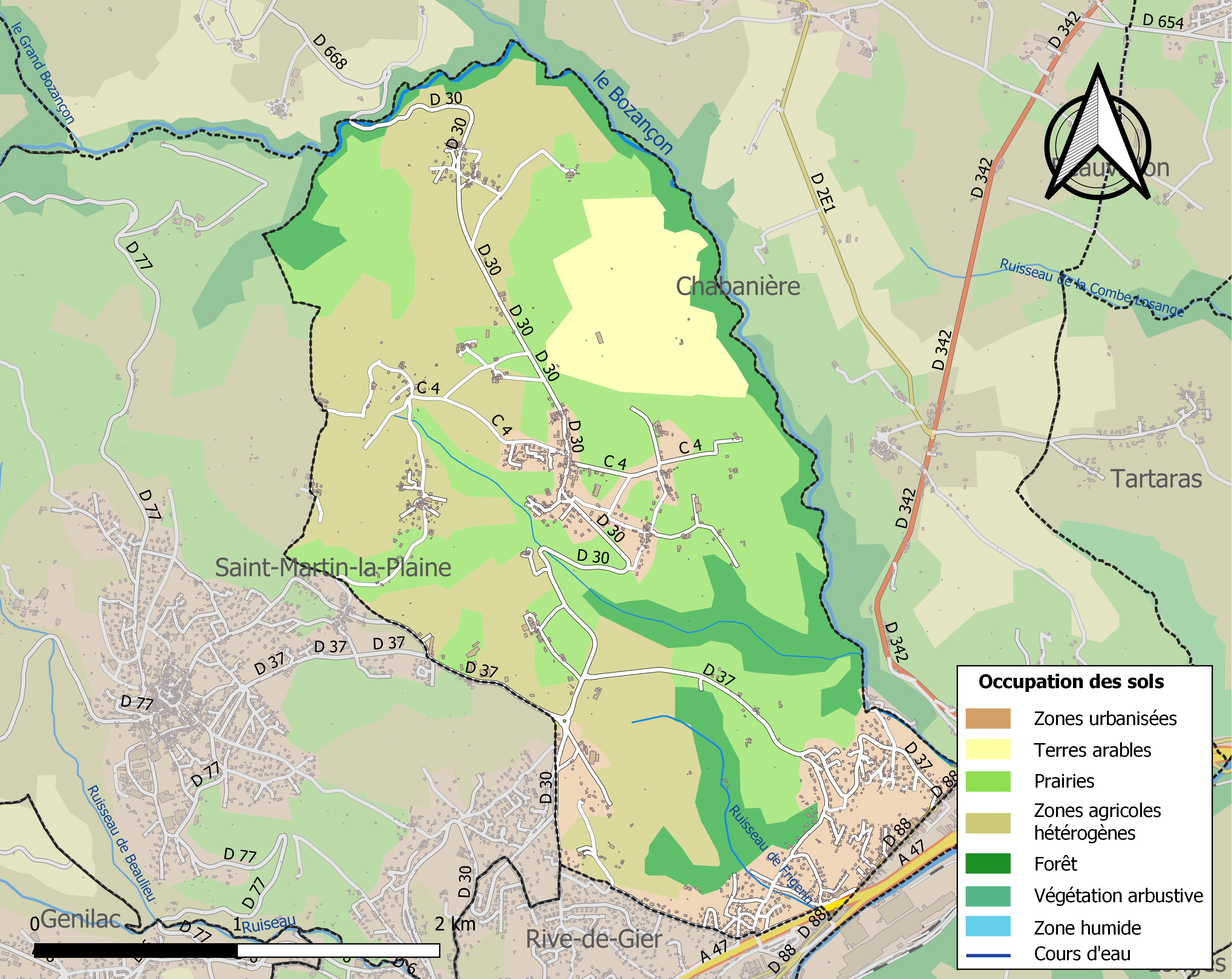
Carte des infrastructures et de l'occupation des sols de la commune en 2018 (CLC).

## Histoire
La commune de Saint-Joseph est devenue indépendante de sa voisine Saint-Martin-la-Plaine le 3 juillet 1867.

### De la paroisse à la commune: 1855-1867
En 1853, la décision de construire une église destinée à la desserte d'une  nouvelle paroisse Saint-Joseph sous Saint-Martin-la-Plaine a marqué la première étape de l'autonomie.
Le legs d'un habitant, Etienne Féchet, né en 1773 à la Jubilère et décédé à Paris en 1855, permit la construction d'une école dotée d'une rente annuelle de 1 000 francs.
Les tensions qui opposèrent les hameaux de la nouvelle paroisse à la municipalité aboutirent par décision du préfet de la Loire à la création d'une nouvelle commune en 1867.

## Politique et administration

### Situation administrative
Saint-Joseph est l'une des 10 communes du canton de Rive-de-Gier qui totalisait 26521 habitants en 1999[Passage à actualiser]. Le canton fait partie de la Troisième circonscription de la Loire et de l'arrondissement de Saint-Étienne.
Saint-Joseph  fait partie de la juridiction d’instance de Rive-de-Gier et de grande instance ainsi que de commerce de Saint-Étienne.

### Intercommunalités
- La commune de Saint-Joseph adhère à Saint-Étienne Métropole dont le maire est 21e vice-président. Saint-Étienne Métropole est un EPCI. Son organisation se rapproche de celle d'une commune. Chaque collectivité adhérente dispose d'un nombre de sièges proportionnel au nombre des habitants. Ses compétences concernent le développement économique, l'aménagement du territoire, l'enseignement et l'éducation, les équipements sportifs et culturels, l'environnement et le cadre de vie, les transports.
- Saint-Joseph relève aussi du Syndicat intercommunal du pays du Gier[18], qui est l'héritier de la  « Conférence Intercommunale »  organisée par les communes de la Vallée du Gier au cours des années 80. De 13 adhérents en 1986, la « Conférence » se transforme en Syndicat Intercommunal  regroupant 23 communes en 1995. Ses missions concernent la promotion du territoire, la vie sociale et culturelle, l'agriculture, le tourisme, l'environnement…

### Tendances politiques et résultats

#### Les maires de Saint-Joseph
| Période                                  | Période   | Identité               | Étiquette | Qualité                                   |
| ---------------------------------------- | --------- | ---------------------- | --------- | ----------------------------------------- |
| Les données manquantes sont à compléter. |           |                        |           |                                           |
| 1896                                     | 1904      | Jean-Marie Deflassieux |           |                                           |
| janvier 1904                             | mai 1904  | Jean-Claude Fillon     |           |                                           |
| 1904                                     | 1908      | Jean-Antoine Jullien   |           |                                           |
| 1908                                     | 1929      | Joseph Bethenod        |           |                                           |
| 1929                                     | 1944      | Antoine Bonnand        |           |                                           |
| 1944                                     | 1945      | Adrien Moutet          |           |                                           |
| mars 1959                                | 1977      | Jean Bonjour           |           |                                           |
| mars 1945                                | 1959      | Antoine Jullien        |           |                                           |
| mars 1977                                | 1983      | Charles Hémain         |           |                                           |
| mars 1983                                | 1995      | Marguerite Couchoud    |           |                                           |
| mars 1995                                | mars 2014 | Maurice Bonnand        |           | Vice-président de Saint-Étienne Métropole |
| mars 2014                                | 2020      | Marc Rosier            |           |                                           |
| juin 2020                                | En cours  | Fabrice Ducret         |           |                                           |

## Population et société

### Démographie

#### Évolution démographique
L'évolution du nombre d'habitants est connue à travers les recensements de la population effectués dans la commune depuis 1872. Pour les communes de moins de 10 000 habitants, une enquête de recensement portant sur toute la population est réalisée tous les cinq ans, les populations de référence des années intermédiaires étant quant à elles estimées par interpolation ou extrapolation. Pour la commune, le premier recensement exhaustif entrant dans le cadre du nouveau dispositif a été réalisé en 2004.

En 2022, la commune comptait 1 978 habitants, en évolution de +4,44 % par rapport à 2016 (Loire : +1,32 %, France hors Mayotte : +2,11 %).
| 1872 | 1876 | 1881 | 1886 | 1891 | 1896 | 1901 | 1906 | 1911 |
| ---- | ---- | ---- | ---- | ---- | ---- | ---- | ---- | ---- |
| 614  | 645  | 756  | 784  | 706  | 735  | 747  | 748  | 749  |

| 1921 | 1926 | 1931 | 1936 | 1946 | 1954 | 1962  | 1968  | 1975  |
| ---- | ---- | ---- | ---- | ---- | ---- | ----- | ----- | ----- |
| 784  | 777  | 803  | 770  | 710  | 821  | 1 059 | 1 147 | 1 144 |

| 1982  | 1990  | 1999  | 2004  | 2006  | 2009  | 2014  | 2019  | 2022  |
| ----- | ----- | ----- | ----- | ----- | ----- | ----- | ----- | ----- |
| 1 200 | 1 414 | 1 623 | 1 746 | 1 784 | 1 846 | 1 900 | 1 928 | 1 978 |

#### Pyramide des âges
La population de la commune est relativement jeune.
En 2018, le taux de personnes d'un âge inférieur à 30 ans s'élève à 34,2 %, soit en dessous de la moyenne départementale (35,0 %). À l'inverse, le taux de personnes d'âge supérieur à 60 ans est de 25,0 % la même année, alors qu'il est de 28,4 % au niveau départemental.
En 2018, la commune comptait 977 hommes pour 938 femmes, soit un taux de 51,02 % d'hommes, largement supérieur au taux départemental (48,35 %).
Les pyramides des âges de la commune et du département s'établissent comme suit.
| Hommes | Classe d’âge | Femmes |
| ------ | ------------ | ------ |
| 0,6    | 90 ou +      | 1,7    |
| 5,1    | 75-89 ans    | 7,2    |
| 18,6   | 60-74 ans    | 16,7   |
| 22,7   | 45-59 ans    | 25,2   |
| 15,2   | 30-44 ans    | 18,6   |
| 17,4   | 15-29 ans    | 14,2   |
| 20,4   | 0-14 ans     | 16,3   |

| Hommes | Classe d’âge | Femmes |
| ------ | ------------ | ------ |
| 0,8    | 90 ou +      | 2,3    |
| 8      | 75-89 ans    | 11     |
| 17,1   | 60-74 ans    | 18,2   |
| 19,5   | 45-59 ans    | 18,7   |
| 17,5   | 30-44 ans    | 17     |
| 17,9   | 15-29 ans    | 16     |
| 19     | 0-14 ans     | 16,8   |

### Enseignement
La commune relève de l'académie de Lyon. Les écoles sont gérées par l'inspection départementale de l’Éducation nationale de la Loire à Saint-Étienne.
L'enseignement primaire est assuré dans une école publique située au bourg.
Comme il n'y a pas d'établissement d'enseignement secondaire, les élèves se rendent dans les collèges ou lycées de Rive-de-Gier.

## Culture locale et patrimoine

### Lieux et monuments

#### L'aqueduc du Gier
Après la traversée de Saint-Martin-la-Plaine, l'aqueduc arrive sur la commune au lieu-dit le Rieu, où l'on a découvert une pierre identique à celle de Chagnon pour rejoindre Saint-Didier-sous-Riverie près du pont du Bozançon.

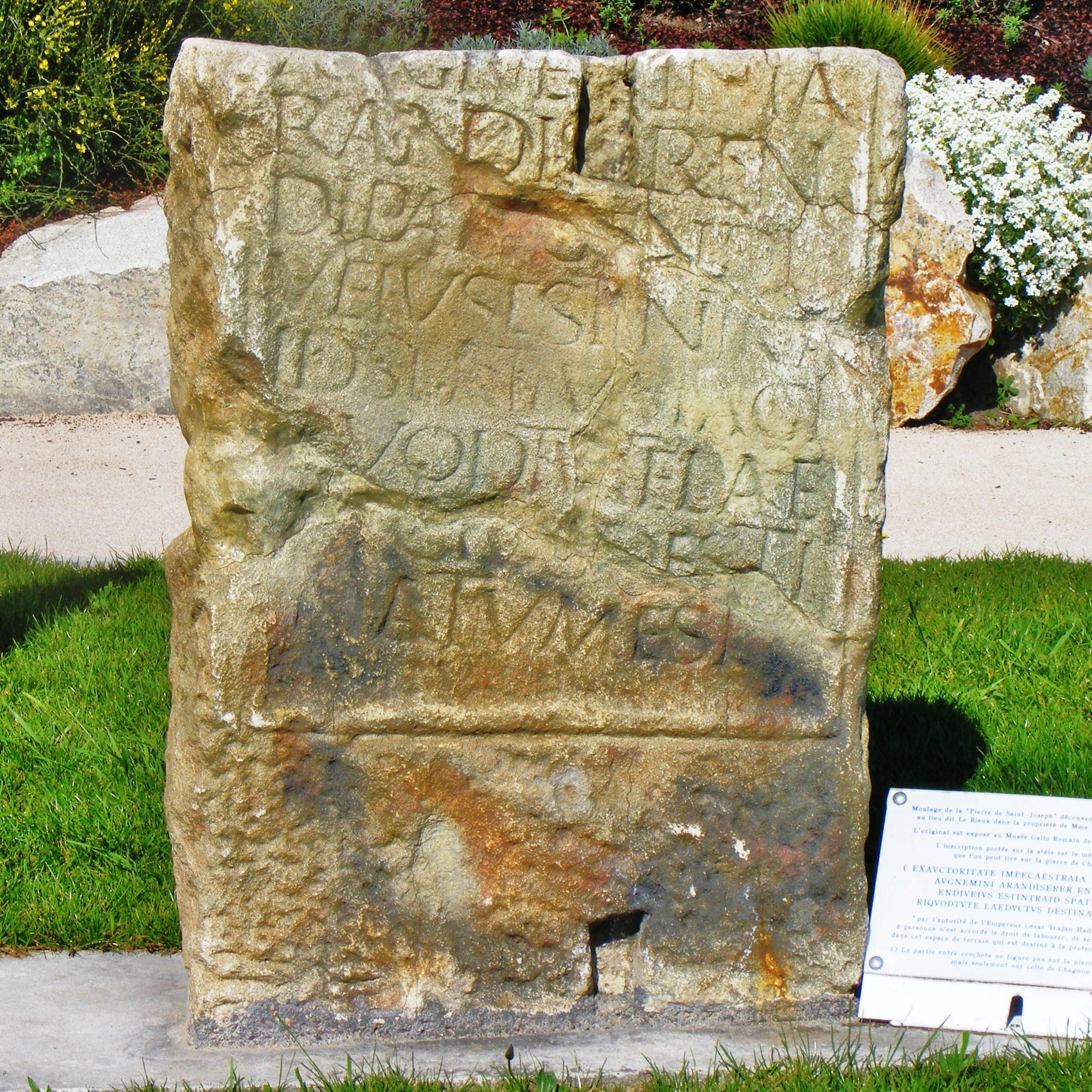
La pierre du Rieu (moulage).
Réf..

#### Le site minier de Bissieux

##### L'or
C'est au début du XVIIe siècle que des sources écrites (Pierre Matthieu, historiographe du roi Henri IV) firent état de la découverte près du hameau de Bissieux, d'un caillou tout broché d'or. La tradition rapporte qu'une coupe tirée de l'or de Saint-Martin-la-Plaine aurait été offerte à Marie de Médicis à l'occasion de son mariage avec Henri IV à Lyon, le 17 décembre 1600. En 1625, deux actes d'un registre paroissial de Saint-Martin-la-Plaine citent un travailleur en la mine d'or et un sous prévôt de la mine d'or.
S'agissant d'un gisement d'or natif superficiel, le filon fut très rapidement épuisé compte tenu du contexte géologique et des moyens techniques de l'époque. Le site probablement abandonné vers 1630 a suscité des tentatives de reprise ultérieures vouées à l'échec. Les recherches archéologiques menées ces dernières années ont permis de repérer des galeries creusées à la pointerolle selon des techniques employées aux XVIIe et XVIIIe siècles.

##### La mine d'antimoine
C'est en effectuant des sondages pour retrouver des traces de l'ancienne mine d'or que les géologues de la fin du XIXe siècle ont découvert sur le secteur de Bissieux des filons de Stibine ou sulfure d'antimoine. En 1911, l'ingénieur Henri Fonteilles, un des fondateurs de la Compagnie Minière lyonnaise, avait préparé un projet de reprise de l'exploitation du site de Bissieux à Saint-Joseph et de sondage à Saint-Didier-sous-Riverie, afin d'exploiter l'or et l'antimoine à l'époque de la construction de la ligne de Chemin de fer de Mornant à Rive-de-Gier. Entre 1911 et 1914, la galerie de la Combe a été creusée mais le déclenchement de la Première Guerre mondiale mit fin à la construction de la voie ferrée et à toute tentative d'exploitation commerciale du minerai malgré des tentatives de reprises jusqu'en 1920.

#### Les mines de charbon
Plusieurs concessions minières du Bassin houiller de la Loire dont faisait partie celui de Rive-de-Gier étaient situées sur le territoire de la commune : 
- la concession de Montbressieux[29] :
- Combeplaine[30]

#### L'églisede Saint-Josephde Saint-Joseph

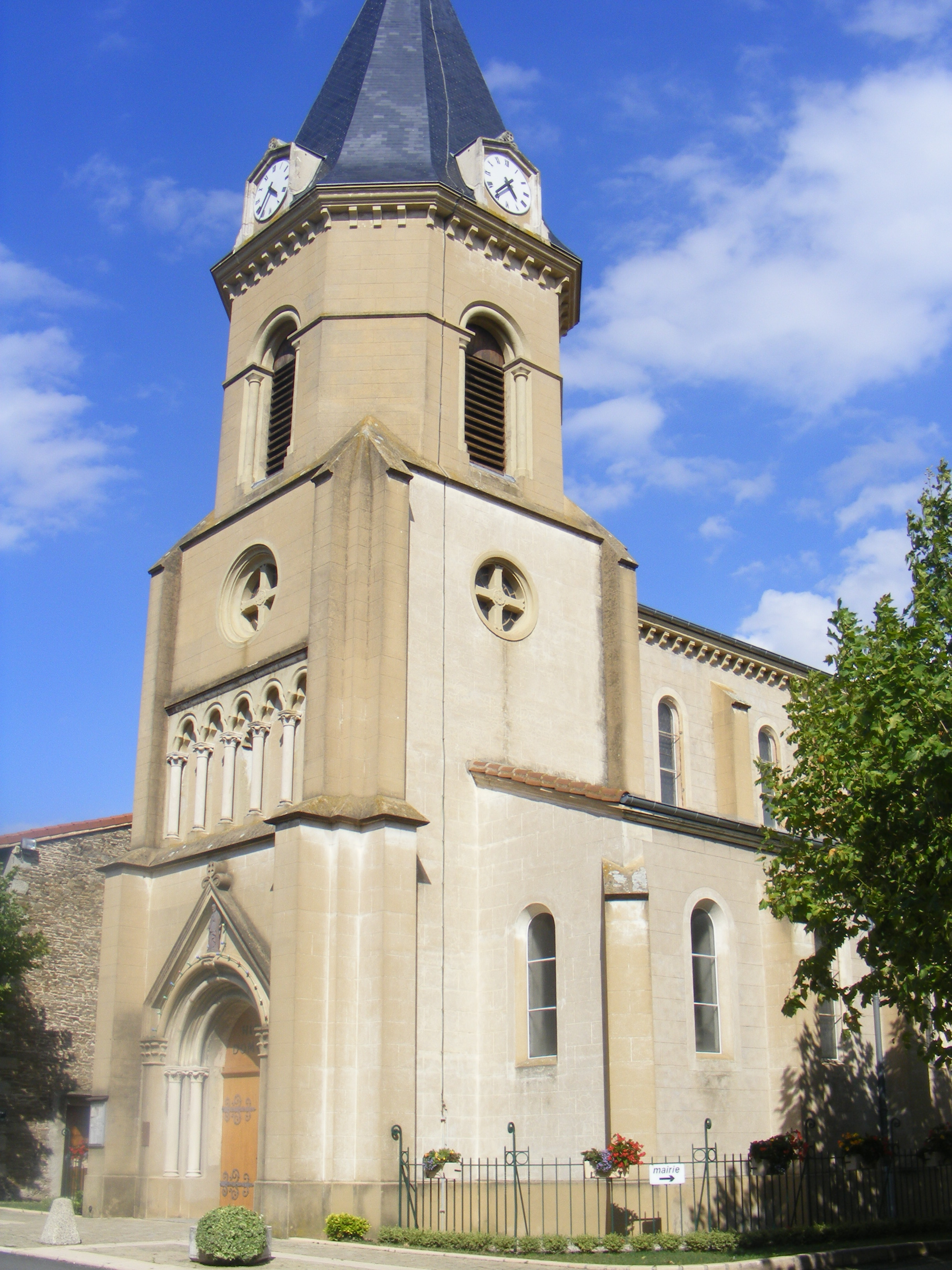
L'église de saint-Joseph.
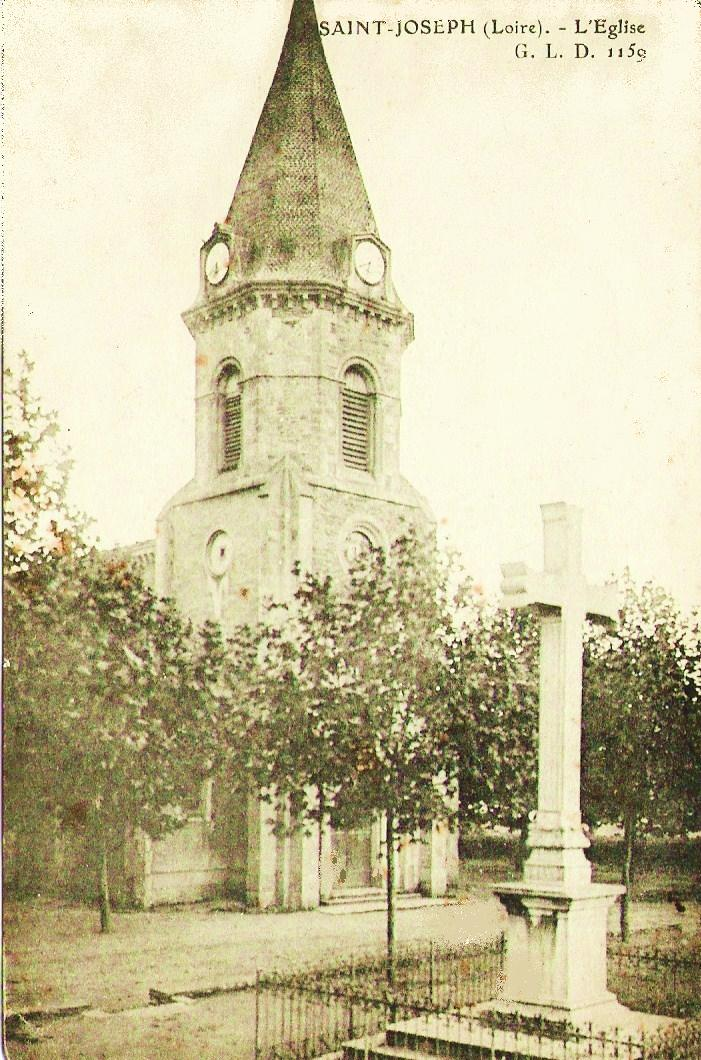
L'église au début du XXe siècle.

Elle a été construite entre 1853 et 1854 afin de desservir la nouvelle paroisse détachée de Saint-Martin-la-Plaine.

#### La chapelle de Chagneux
Propriété d'une association depuis 1986, la chapelle qui s'élève depuis 1890 sur le Crêt de Chagneux a été construite à la suite d'une souscription auprès des habitants de la paroisse. À l'origine les habitants souhaitaient édifier une statue de la Vierge. Les sommes récoltées ont permis de construire un bâtiment en pierre de taille.

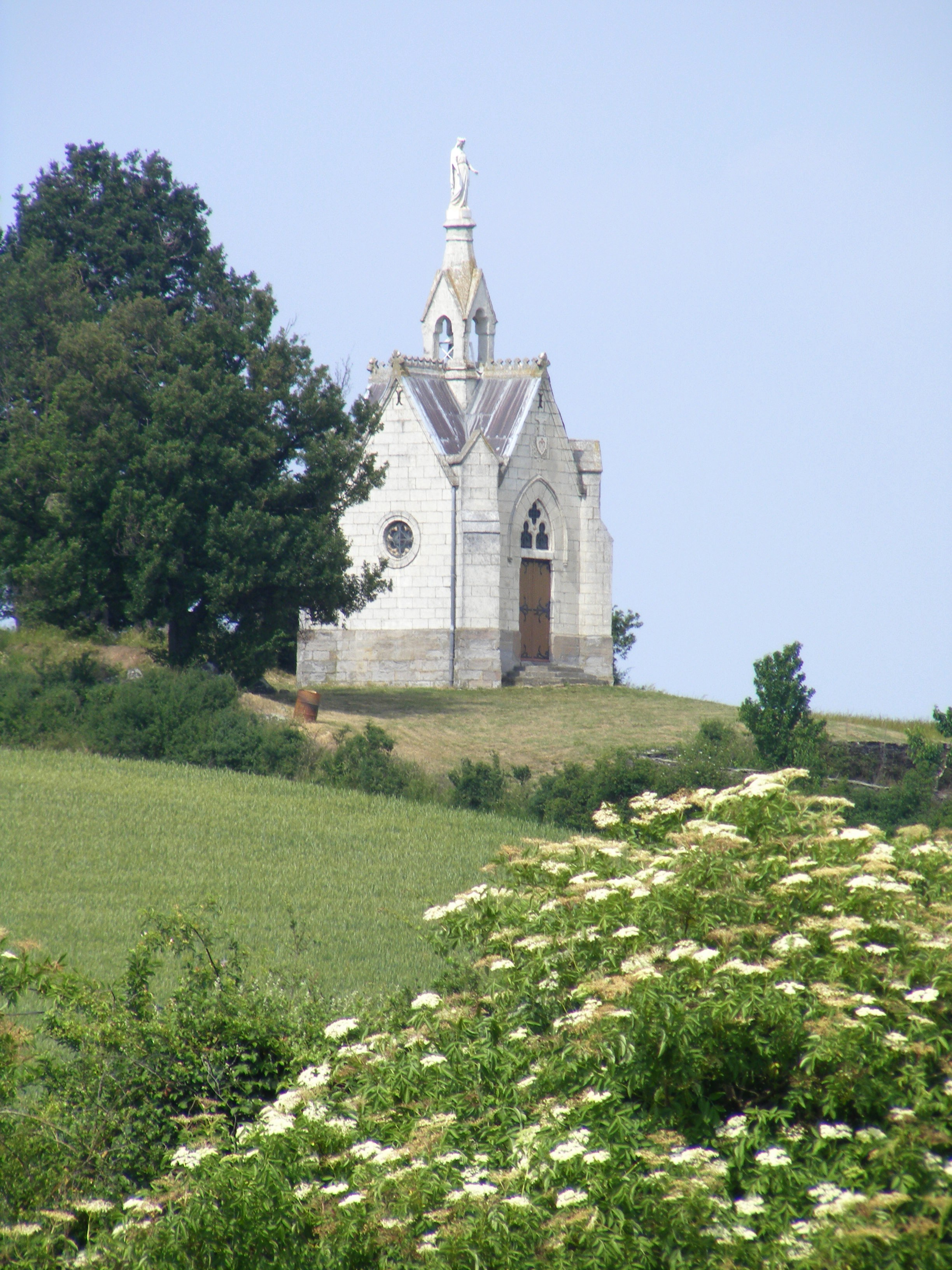
La chapelle de Chagneux.
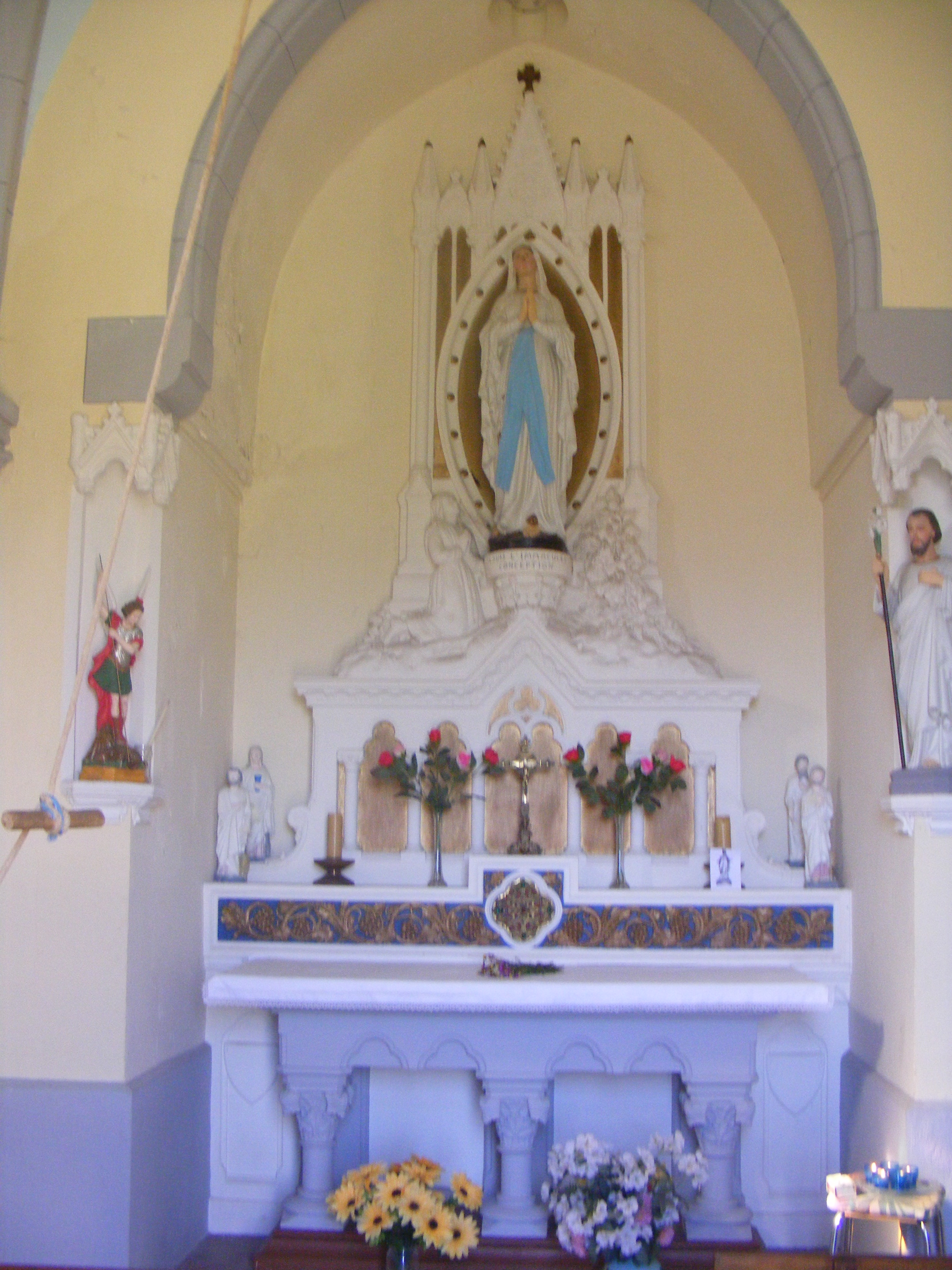
L'intérieur de la chapelle de Chagneux.

#### Lieux de mémoire
- Place Jean-François-Bourge 1898-1945[31]: Jean Bourge était un pendant la Seconde Guerre mondiale un résistant, responsable du secteur Gier pour le Special Operations Executive dirigé par Maurice Buckmaster, le réseau local portait le nom de  Ange-Buckmaster. Il a participé à plusieurs parachutages entre août 1942 et mars 1944  à Saint-Joseph, à Saint-Martin-la-Plaine,et à Saint-Michel-sur-Rhône, il a aidé des réfractaires au Service du travail obligatoire à se cacher et participé à des opérations de sabotage. Quelques jours la destruction du four de l'usine Duralumin (Cegedur) à Rive-de-Gier, il a été arrêté sur dénonciation  à son domicile le 1er juin 1944 avec un autre membre de son groupe. Déporté au camp de concentration de Buchenwald, il disparaît le 13 avril 1945 dans les mines de Staßfurt (de).

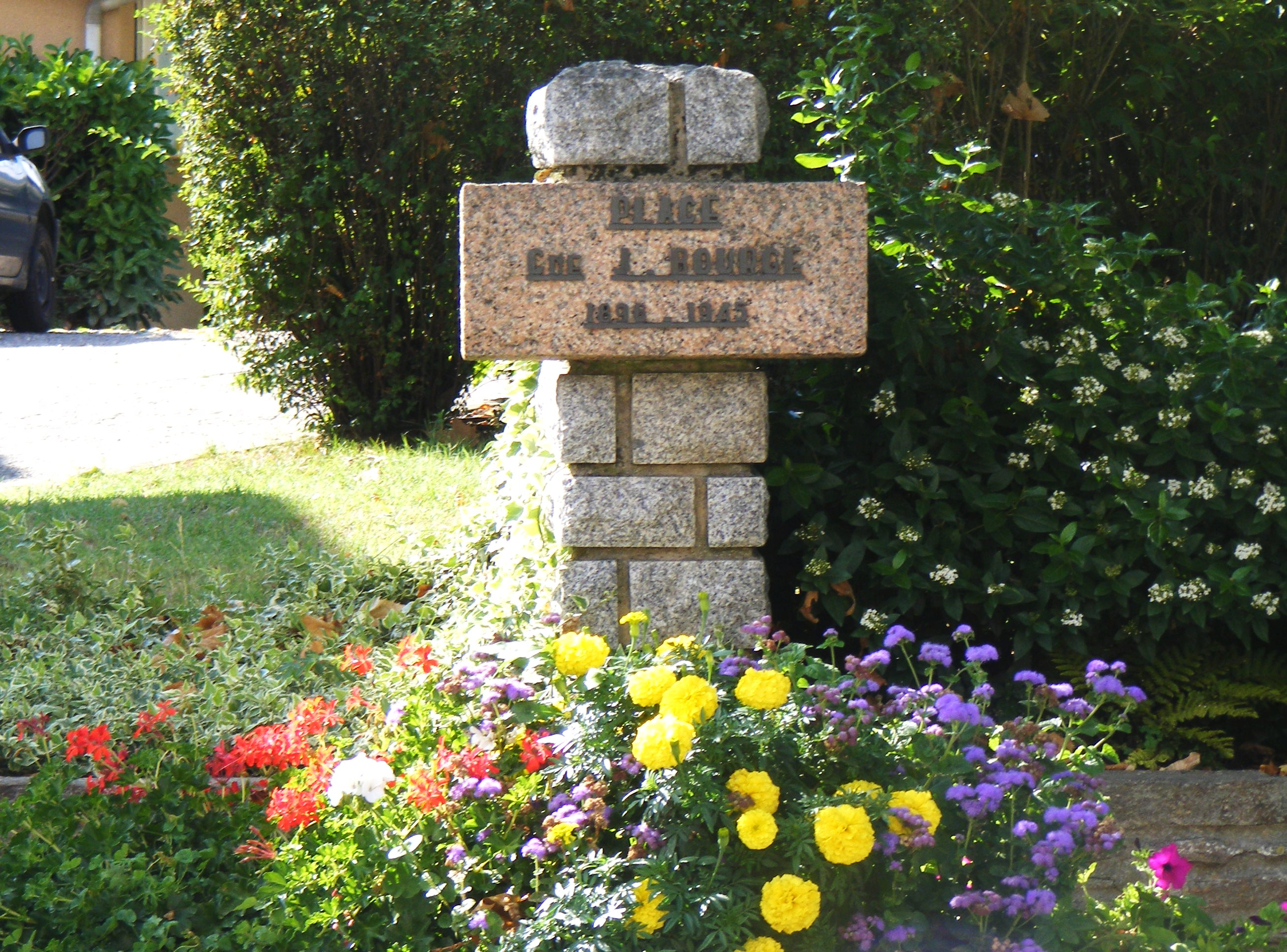
Stèle Jean Bourge.

## Vie culturelle et associative
La vie de la commune est animée par 16 associations qui œuvrent dans les domaines du sport, de la culture et des loisirs, de la vie sociale.

### Les activités culturelles et sportives

#### Les infrastructures
Les associations de la commune de Saint-Joseph disposent pour leurs activités de plusieurs sites à vocation culturelle ou sportive.
- Les stades de football sont l'équipement le plus important. Compte tenu de l'importance de cette discipline sur le plan local, la commune dispose de deux sites dédiés aux compétitions et aux entraînements : le stade Robert-et-Henri-Jullien situé au bourg et le stade de Montbressieux.

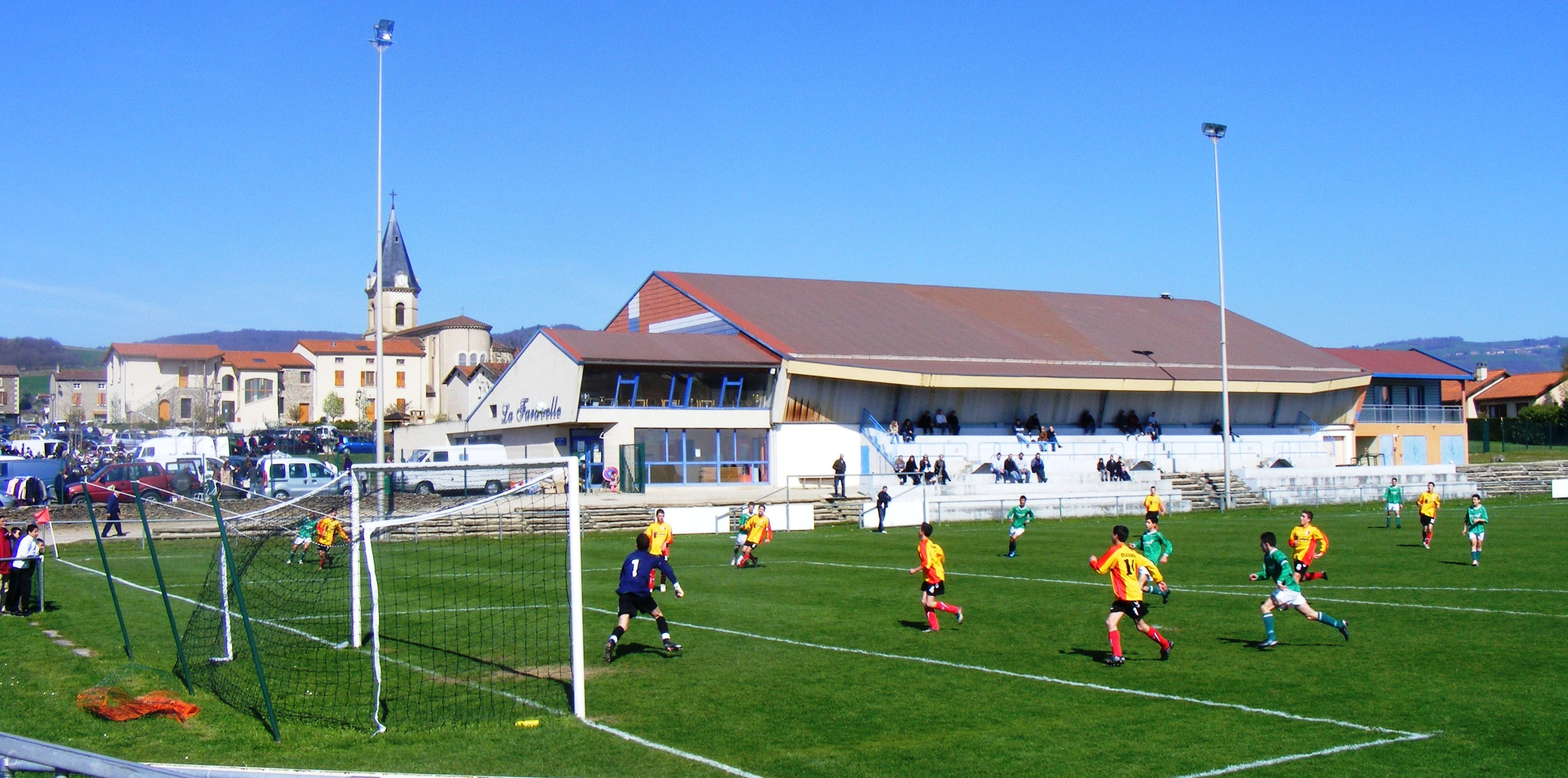
Le stade du F. C.

- La salle de La Faravelle est un espace d'entraînement multisport.
- Les associations peuvent utiliser la Salle du Cercle pour organiser activités et manifestations.
- La piscine intercommunale se trouve à 3 kilomètres du bourg, à  Gravenand sur le territoire de la commune voisine de Genilac.

#### La vie associative
Les associations de Saint-Joseph présentent de multiples centres d'intérêt[Lesquels ?].

##### Le sport et activités de plein-air
- Le Football club de Saint-Joseph  a acquis une notoriété importante sur le plan régional et national avec l'organisation depuis 1980 en partenariat avec la FIFA  du Tournoi de Pâques. C' est un  évènement  sportif au-delà  la Vallée du Gier car il  permet de découvrir   les espoirs  du « ballon rond » venus de différents pays.
- D'autres clubs proposent des activités diverses telles le Badminton, le basket, le tennis, la randonnée, la chasse.

##### La vie culturelle et les loisirs
est animée par le Cercle culturel,

### Médias
Il n'existe pas de média local traitant uniquement de Saint-Joseph, excepté le bulletin municipal édité par la mairie : Saint-Jo info
Le principal journal régional est le quotidien Le Progrès qui paraît dans le département de la Loire sous le titre La Tribune-Le Progrès ; l'édition Gier-Pilat  traite régulièrement de Saint-Joseph dans les pages  locales. Deux hebdomadaires régionaux La Gazette de la Loire et L'Essor  traitent ponctuellement de l'actualité de la commune.
L'actualité de la commune est également couverte par le quotidien en ligne Zoom 42. Située face à l'émetteur du Pilat situé au sommet du Crêt de l'Œillon, la commune capte les  décrochages régionaux de France 3 Rhône Alpes Auvergne mais ne reçoit pas les émissions de la chaîne locale TL7 Télévision Loire 7.

### Cultes
Les pratiquants du culte catholique disposent de deux lieux de culte : l'église paroissiale et la chapelle de Chagneux. Saint-Joseph relève de la paroisse catholique  de Sainte-Marie-Madeleine en Gier  qui est une subdivision du diocèse de Saint-Étienne, lequel relève de la Province ecclésiastique de Lyon.
La mosquée la plus proche se trouve à Rive-de-Gier.